# Dichotomius geminatus
Dichotomius geminatus är en skalbaggsart som beskrevs av Gilbert John Arrow 1913. Dichotomius geminatus ingår i släktet Dichotomius och familjen bladhorningar. Inga underarter finns listade i Catalogue of Life.